# IKON
iKON(아이콘)은 YG 엔터테인먼트 출신의 143엔터테인먼트 소속으로 대한민국 6인조 남성 아이돌 음악 그룹이다. 멤버는 김진환, 송윤형, BOBBY, 김동혁, 구준회, 정찬우로 구성되어 있다. 아이콘은 'icon'과 'korea'의 합성어로 기존의 icon에서 c 대신에 k를 넣어 한국의 icon이 되라는 의미가 담겨 있다.
현재 멤버 송윤형, BOBBY, 김동혁, 정찬우는 병역을 이행 중에 있다.

## 활동

### 2013–2014: 결성
아이콘은 데뷔 이전 2013년 Mnet에서 방송된 리얼리티 서바이벌 프로그램 《WIN - Who Is Next?》에 당시에 연습생이였던 B.I, 김진환, BOBBY(2011년 1월 연습생 시작), 송윤형, 구준회(2012년 4월 연습생 시작), 김동혁(2012년 연습생 시작)이 Team B라는 이름으로 출연했다. 서바이벌 프로그램을 통해 Team B는 세 장의 싱글 음반을 발표하기도 했다.
2014년 6월, Team B는 두 번째 리얼리티 서바이벌 프로그램 《믹스 앤 매치》에 출연했고, 이 프로그램에서는 새로운 7번째 멤버를 찾는 것에 포커스가 맞춰졌다. 기존의 Team B(6명)의 멤버들과 3명의 새로운 연습생 멤버의 정찬우, 정진형, 양홍석이 합류했다. 이 중에 김진환팀, B.I팀, BOBBY팀으로 나눠 대결을 해 우승자의 아이콘으로 데뷔하게 되었는데, 최종 멤버로 정찬우가 합류하였다. 이후 B.I와 BOBBY가 힙합 래퍼 서바이벌 프로그램 《쇼미더머니》에 참여했다. BOBBY는 자신의 랩 실력을 유감없이 발휘해 프로그램에서 최종 우승을 해 iKON이라는 그룹을 알리는 계기가 되었다.

### 2015–2016: 데뷔와WELCOME BACK, 일본 데뷔와 첫 아시아 투어
2015년 9월 4일, YG 엔터테인먼트는 공식 블로그를 통해 아이콘과 위너가 함께 등장한 프로젝트 필름 "dimension" 티저 포스터를 게재했고, 9월 7일에 공개되었다. 9월 8일, YG 엔터테인먼트는 공식 홈페이지를 통해 아이콘의 공식 데뷔를 알리는 티저 포스터를 공개했다. 그리고 그들의 데뷔 디지털 싱글 《취향저격(MY TYPE)》은 9월 15일에 발매되었다. 이 곡은 앨범 발매 이후 한국 주요 음원 차트에서 1위를 차지했다. 또한 그들의 데뷔 앨범 《WELCOME BACK》은 2 파트로 나눠져 공개가 되어 그 첫 파트 '데뷔 하프 앨범'은 10월 1일에 발매되었다. 아이콘은 그들의 데뷔 콘서트 ‘iKON - DEBUT CONCERT - SHOWTIME WITH NAVER’를 2015년 10월 3일 서울 올림픽공원 체조경기장에서 성공적으로 개최했다. 데뷔 콘서트를 마친 다음 날인, 10월 4일 《SBS 인기가요》에서 더블 타이틀곡 "리듬 타"와 "Airplane"으로 본격적인 활동을 시작한 아이콘은 데뷔와 동시에 1위를 차지하는 기염을 토했다. 《엠카운트다운》에서도 연이어 1위를 차지했다. 가온 음악 차트에 따르면, 아이콘의 '데뷔 하프 앨범' 《WELCOME BACK》은 10월 4일부터 10일까지 주간 앨범 판매 차트에서 1위를 기록했다. 2015년 10월, 아이콘은 일본에서의 팬미팅 시리즈 ‘iKON FAN MEETING 2015 in JAPAN - iKONTACT’을 도쿄, 아이치 현, 후쿠오카 현, 오사카에서 연이어 개최하였고, 총 26,600여명의 팬들과 만났다 아이콘은 11월 16일 더블 디지털 싱글의 신곡 "지못미"와 B.I.와 BOBBY의 유닛 곡 "이리오너라"를 추가적으로 공개하였고 "덤앤더머", "왜 또", "아니라고", "리듬타 (Rock ver.)"가 추가된 풀버전의 데뷔 정규 앨범은 12월 24일에 발매되었다.
2016년 1월 13일, 아이콘은 일본어 버전의 《WELCOME BACK》으로 일본 데뷔 앨범을 발표하고 첫 주에 61,508장을 판매하며 오리콘 앨범 주간 차트 3위에 올랐고, 제58회 일본 레코드대상에서 최우수신인상을 수상했다. 한국판 앨범은 2016년 말 일본에서 10만장 이상 판매되었다. 2016년 3월 17일, YG 엔터테인먼트는 아이콘이 대만, 중국, 홍콩, 그리고 태국, 싱가포르, 말레이시아 및 인도네시아에서 열리는 첫 아시아 투어 ‘iKoncert showtime tour 2016 in ASIA’를 개최한다고 발표했다. 5월 30일에 아이콘은 디지털 싱글 《오늘 모해 (#WYD)》를 발매했다. 7월 1일에는 이들의 두 번째 일본 투어인 ‘iKon Japan Tour 2016’를 발표했다. 이 투어는 5개의 도시에서 총 14 차례의 콘서트와 15만 명의 팬이 동원되었다. 그 후, YG에서는 티켓 수요 증가로 인해 도쿄에서 개최될 2차례의 공연을 추가한다고 발표하여 6개 도시에서 176,000명을 동원했다.
2016년 8월 10일, 아이콘은 첫 일본 싱글 《Dumb & Dumber》을 발매한다고 발표하였다. 싱글은 9월 28일 CD + DVD 버전과 CD 버전으로 출시되어, 오리콘 싱글 데일리 차트와 오리콘 싱글 주간 차트에서 1위를 차지했다. 11월 14일, YGEX는 성공적인 공연으로 2017년에 두 번째 공연인 ‘iKon Japan Tour 2017’를 발표하고 처음으로 요코하마 아레나를 방문했다. 두 번째 공연은 3개 도시에서 120,000명을 모아 총 25차례의 공연에서 296,000명이 동원했다.

### 2017–2019: 계속된 일본 투어,NEW KIDS: BEGIN,Return,고무줄다리기,NEW KIDS: CONTINUE,NEW KIDS: THE FINAL, 멤버B.I탈퇴
2017년 2월 11일 YG 엔터테인먼트는 아이콘이 5월 20일 오사카 교세라 돔과 6월 17일 사이타마 메트라이프 돔 등 2개 도시에서 2차례 공연을 연다고 밝히며, 2차례 공연으로 9만여 명의 팬을 모을 것이라고 보도하였다. 이는 데뷔 이후 해외 가수로는 최단 기간 일본 돔에서 콘서트를 개최하는 그룹으로 기록되었다. 6월 18일 YGEX에서는 2017년 9월부터 ‘iKON JAPAN DOME TOUR 2017’의 추가 공연을 확정, 총 8개 도시 22회 공연 23만 3천여 명을 동원하는 투어를 진행한다고 발표하였다.
2017년 3월 2일, YG 엔터테인먼트는 아이콘의 새로운 앨범에 대한 2편의 뮤직 비디오 촬영을 시작하였지만, 찬우가 뮤직비디오 촬영 중 발목 부상으로 뮤직 비디오 촬영이 지연되었다. 5월 22일 더블 타이틀곡 "블링블링(BLING BLING)"과 "벌떼(B-DAY)" 두 곡이 수록된 《NEW KIDS : BEGIN》이라는 새로운 시리즈 앨범을 발표하였다.
2018년 1월 아이콘은 두 번째 정규 앨범 《Return》을 발표하며 대한민국에 컴백하였다. 발매 직후 음원차트 1위를 유지하였으며, 2월 3일자 음원차트를 올킬하는 성과를 냈다. 타이틀 곡인 〈사랑을 했다 (LOVE SCENARIO)〉는 2018년 상반기 큰 인기를 끌며 아이콘을 음악 방송에서 십여 차례 1위를 하게 하였으며, 단순한 멜로디와 가사로 유치원, 초등학교에서 유행하고 있다.
2018년 3월 5일 싱글 〈고무줄다리기〉를 발매하여 활동을 이어나갔다.
2018년 8월 2일 총 5곡이 실린 미니 음반 《NEW KIDS : CONTINUE》로 컴백하였다. 타이틀 곡은 〈죽겠다 (KILLING ME)〉이다.
2018년 10월 1일 총 5곡이 실린 미니 음반 《NEW KIDS : THE FINAL》로 컴백하였다. 타이틀 곡은 〈이별길〉이다.
2019년 6월 마약 논란으로 B.I가 팀에서 탈퇴하였다. (음성이고 양현석의 협박인 것으로 밝혀졌다.)

### 2020-2022:i DECIDE,왜왜왜(Why Why Why), 킹덤 출연,FLASHBACK,YG와 아름다운 이별
2020년 2월 6일 세번째 미니 음반 《i DECIDE》으로 컴백하였다.
2020년 7월 14일 멤버  김진환과 구준회가 음주운전자(매니저)가 운전한 차량에 타고 있어 교통사고를 당했다. (매니저가 음주 사실을 숨긴것으로 알려졌다)
2021년 3월 3일 디지털 싱글 앨범 《왜왜왜(Why Why Why)》로 약 1년만에 컴백하였다.
2021년 4월 1일 《킹덤:레전더리 워》에 출연하였다.
2022년 5월 3일 네번째 미니 음반 《FLASHBACK》으로 컴백하였다.
2022년 12월 YG 엔터테인먼트와 전원 계약 만료 하였다.

### 2023:새 기획사 143엔터와 전원 계약,Take Off, 멤버 김진환 입대,PANORAMA
2023년 1월 새 소속사 143엔터테인먼트와 전원 계약하여 완전체 활동을 이어 나간다.
2023년 5월 4일 세번째 정규 음반 《TAKE OFF》으로 컴백하였다. 5월 5일, 6일 단독 콘서트를 개최한다. 그 후 해외투어를 하였다.
2023년 7월 20일, 멤버 김진환이 팀에서 첫 번째로 사회복무요원으로 병역을 이행한다.
2023년 8월 23일, 스페셜 싱글 음반 《PANORAMA》를 발매하였다.

### 2024: 멤버들 군입대
2024년 5월 27일, 멤버 정찬우가 팀에서 두 번째로 현역으로 병역을 이행한다.
2024년 6월 4일, 멤버 BOBBY가 팀에서 세 번째로 현역으로 병역을 이행한다.
2024년 8월 13일, 멤버 송윤형이 팀에서 네 번째로 현역으로 병역을 이행한다.

### 2025: 멤버들 군입대
2025년 4월 19일, 멤버 김진환이 팀에서 첫 번째로 병역을 끝 마쳤다.
2025년 7월 28일, 멤버 김동혁이 팀에서 다섯 번째로 현역으로 병역을 이행한다.

## 구성원
| 이름   | 소개 |
| ------ | --- |
| 김진환 | - 이름 : 김진환 - 생년월일 : 1994년 2월 7일(31세) - 출생지 : 대한민국 제주특별자치도 제주시 - 학력 : 국제사이버대학교 엔터테인먼트학과 - 활동기간 : 2015년 9월 15일 ~ 현재        |
| 송윤형 | - 이름 : 송윤형 - 생년월일 : 1995년 2월 8일(30세) - 출생지 : 대한민국 서울특별시 강동구 둔촌동 - 학력 : 국제사이버대학교 엔터테인먼트학과 - 활동기간 : 2015년 9월 15일 ~ 현재     |
| BOBBY  | - 본명 : 김지원 - 생년월일 : 1995년 12월 21일(29세) - 출생지 : 대한민국 서울특별시 마포구 서교동 - 학력 : 국제사이버대학교 엔터테인먼트학과 - 활동기간 : 2015년 9월 15일 ~ 현재   |
| 김동혁 | - 이름 : 김동혁 - 생년월일 : 1997년 1월 3일(28세) - 출생지 : 대한민국 서울특별시 용산구 - 학력 : 국제사이버대학교 엔터테인먼트학과 - 활동기간 : 2015년 9월 15일 ~ 현재            |
| 구준회 | - 이름 : 구준회 - 생년월일 : 1997년 3월 31일(28세) - 출생지 : 대한민국 서울특별시 강서구 - 학력 : 국제사이버대학교 엔터테인먼트학과 - 활동기간 : 2015년 9월 15일 ~ 현재           |
| 정찬우 | - 이름 : 정찬우 - 생년월일 : 1998년 1월 26일(27세) - 출생지 : 대한민국 경기도 용인시 수지구 상현동 - 학력 : 국제사이버대학교 엔터테인먼트학과 - 활동기간 : 2015년 9월 15일 ~ 현재 |

### 이전 구성원
| 이름 | 소개 |
| ---- | --- |
| B.I  | - 본명 : 김한빈 - 생년월일 : 1996년 10월 22일(28세) - 출생지 : 대한민국 경기도 고양시 일산서구 일산동 - 학력 : 국제사이버대학교 엔터테인먼트학과 - 활동기간 : 2015년 9월 15일 ~ 2019년 6월 12일 |

## 음반 목록
정규 앨범
- 2015: 《WELCOME BACK》
- 2018: 《Return》
- 2023: 《Take Off》

미니 앨범
- 2018: 《NEW KIDS : CONTINUE》
- 2018: 《NEW KIDS : THE FINAL 》
- 2020: 《i DECIDE》
- 2022: 《FLASHBACK》

싱글 앨범
- 2017: 《NEW KIDS : BEGIN》

스페셜 싱글 앨범
- 2023: 《PANORAMA》

디지털 싱글 앨범
- 2016: 《오늘 모해 (#WYD)》
- 2018: 《고무줄다리기》
- 2021: 《왜왜왜(Why Why Why)》

리패키지 앨범
- 2019: 《NEW KIDS REPACKAGE : THE NEW KIDS》
- 2020: 《i DECIDE》

## 음반 외 활동
송지훈 
가수

## 수상 내역

### 시상식
| 연도   | 수상 내역 |
| ------ | --- |
| 2015년 | - 11월 7일 제7회 멜론 뮤직 어워드 남자 신인상 - 12월 2일 제17회 엠넷 아시안 뮤직 어워드 남자 신인상 - 12월 31일 중국 넷이즈 에티튜드 어워드 베스트 그룹상 |
| 2016년 | - 1월 14일 제25회 하이원 서울가요대상 신인상 - 1월 20일 제30회 골든디스크 음원부문 신인상 - 2월 17일 제5회 가온차트 K-POP 어워드 올해의 신인상 남자그룹부문 - 2월 17일 제5회 가온차트 K-POP 어워드 올해의 가수상 음원부문 9월 - 3월 23일 중국 QQ 뮤직 페스티벌 올해의 앨범상, 베스트 신인 FORCE 그룹상 - 4월 15일 제20회 차이나 뮤직 어워드 아시아에서 가장 유망한 한국그룹상 - 11월 29일 제8회 멜론 뮤직 어워드 텐센트-QQ 뮤직 아시아 스타상 - 12월 30일 제58회 일본레코드대상 우수 신인상, 최우수 신인상 |
| 2018년 | - 12월 1일 제10회 멜론 뮤직 어워드 올해의 베스트송 - 제3회 동아닷컴's PICK 서동요상 |
| 2019년 | - 1월 5일 제33회 골든디스크 음원부문 본상 - 1월 5일 제33회 골든디스크 디지털 음원부문 대상 - 1월 15일 제28회 하이원 서울가요대상 본상 - 1월 15일 제28회 하이원 서울가요대상 최고의 음원상 - 1월 23일 제8회 가온차트 K-POP 어워드 올해의 가수상 음원부문 1월 - 1월 23일 제8회 가온차트 K-POP 어워드 올해의 롱런음원상 - 1월 23일 제8회 가온차트 K-POP 어워드 올해의 음반제작상 |

### 가요 프로그램 1위
| 연도             | 수상 내역 (총 29회) |
| ---------------- | --- |
| 2015년 (총 6회)  | - 취향저격 (총 4회) - 9월 26일 MBC 《쇼음악중심》 1위 - 9월 27일 SBS 《인기가요》 1위 - 9월 30일 MBC MUSIC 《쇼 챔피언》 챔피언 송 - 10월 4일 SBS 《인기가요》 1위 (2주 연속) - 리듬 타 (총 1회) - 10월 8일 M.net 《엠카운트다운》 1위 - 지못미 (총 1회) - 11월 29일 SBS 《인기가요》 1위 |
| 2016년 (총 3회)  | - 덤앤더머 (총 3회) - 1월 14일 M.net 《엠카운트다운》 1위 - 1월 21일 M.net 《엠카운트다운》 1위 (2주 연속) - 1월 28일 M.net 《엠카운트다운》 1위 (트리플 크라운) |
| 2018년 (총 20회) | - 사랑을 했다 (총 11회) - 2월 1일 M.net 《엠카운트다운》 1위 - 2월 18일 SBS 《인기가요》 1위 - 2월 24일 MBC 《쇼음악중심》 1위 - 2월 25일 SBS 《인기가요》 1위 (2주 연속) - 3월 1일 M.net 《엠카운트다운》 1위 (2주 연속) - 3월 2일 KBS2 《뮤직뱅크》 K-Chart 1위 - 3월 3일 MBC 《쇼음악중심》 1위 (2주 연속) - 3월 4일 SBS 《인기가요》 1위 (트리플 크라운) - 3월 7일 MBC MUSIC 《쇼 챔피언》 챔피언 송 - 3월 8일 M.net 《엠카운트다운》 1위 (트리플 크라운) - 3월 10일 MBC 《쇼음악중심》 1위 (3주 연속) - 죽겠다 (총 2회) - 8월 8일 MBC MUSIC 《쇼 챔피언》 챔피언 송 (케이스타 2018 코리아 뮤직 페스티벌 방송) - 8월 9일 M.net 《엠카운트다운》 1위 - 이별길 (총 7회) - 10월 10일 MBC MUSIC 《쇼 챔피언》 챔피언 송 - 10월 11일 M.net 《엠카운트다운》 1위 - 10월 12일 KBS2 《뮤직뱅크》 K-Chart 1위 - 10월 13일 MBC 《쇼음악중심》 1위 - 10월 14일 SBS 《인기가요》 1위 - 10월 17일 MBC MUSIC 《쇼 챔피언》 챔피언 송 - 10월 18일 M.net 《엠카운트다운》 1위 (2주 연속) |